# Библиотечная система
Библиотечная система — совокупность взаимодействующих библиотек, объединённых на определённых договорных условиях для лучшего обслуживания запросов пользователей и эффективного использования библиотечных ресурсов. В настоящее время может быть также электронной или автоматизированной информационной.
В России существуют также межрайонные централизованные библиотечные системы (МЦБС), например МЦБС имени М. Ю. Лермонтова в Санкт-Петербурге, объединяющая четырнадцать библиотек.